# Acción del 17 de febrero de 1783
La Acción del 17 de febrero de 1783 fue un combate naval menor librado entre Jamaica y Cuba en el mar Caribe entre una fragata de la Armada Real HMS Fox y una fragata de la Armada Española Santa Catalina.

## Eventos
Antecedentes
A finales de 1782, los españoles y los franceses habían estado a la defensiva desde la Batalla de los Saintes, que marcó la dominación británica de los mares del Caribe. Poco después, la Marina Real estaba llevando a cabo un bloqueo frente a Cap Francois y Fort Royal, además de vigilar La Habana. Al mismo tiempo, las fragatas británicas estaban interceptando corsarios españoles y franceses.
El capitán George Stoney en el HMS Fox, una fragata de treinta cañones fue enviada a Jamaica a cargo de un corsario español capturado, uno de los dos tomados simultáneamente cerca de Santo Domingo.
Acción
El 17 de febrero, mientras navegaba frente a la costa de Jamaica, se avistó una vela y Fox partió para investigar. Mientras se acercaba, el barco izaba los colores españoles y, por lo tanto, estaba listo para la acción. Fox se lanzó al ataque y pronto se dio cuenta de que estaba luchando contra una fragata casi igual en términos de tamaño, armas y hombres. En la acción posterior que duró casi cuatro horas, la fragata española fue finalmente desmantelada por las devastadoras carronadas de Fox. El capitán español se dio cuenta de que no podía levantar una plataforma de jurado para escapar y poco después golpeó.
Secuelas
Santa Catalina, fragata española de veintidós cañones y ciento sesenta y tres hombres que había sido enviada desde La Habana con el expreso propósito de hacer ella misma la presa del barco británico.
Fox tuvo cuatro hombres muertos y uno herido en la acción, mientras que Santa Catalina quedó totalmente desarmada con la pérdida de casi 35 bajas con el resto de su tripulación de marineros e infantes de marina hechos prisioneros. Santa Catalina se rompió en Port Royal porque estaba demasiado dañada y se desaconsejó cualquier reparación.